# Yun Yong-il
Yun Yong-il ((윤용일?, 尹勇一?); 31 luglio 1988) è un calciatore nordcoreano, centrocampista del Wolmido.